# Серхіо Мора Санчес
Серхіо Мора Санчес (ісп. Sergio Mora Sánchez, нар. 30 серпня 1979, Мадрид) — іспанський футболіст, півзахисник, фланговий півзахисник клубу «Хетафе». По завершенні ігрової кар'єри — тренер. З 2021 року є головним тренером клубу «Еркулес».

## Ігрова кар'єра
Народився 30 серпня 1979 року в місті Мадрид. Вихованець футбольної школи клубу «Райо Вальєкано». У 1999 році у складі збірної Мадрида став фіналістом Кубка регіонів УЄФА. Для отримання ігрової практики здавався в оренду до клубів Сегунди «Гандія» та «Хетафе». Повернувшись до рідного клубу, він дебютував у Ла Лізі 6 жовтня 2002 року в домашній грі проти «Вільярреала» (2:2) і загалом за сезон провів 21 матч у чемпіонаті.
Згодом грав у складі команд другого і третього дивізіонів Іспанії «Еркулес», «Бенідорм» та «Алькояно». Своєю грою за останню команду привернув увагу представників тренерського штабу клубу «Алькоркон», до складу якого приєднався 2009 року. Відіграв за клуб з Алькоркона наступні шість сезонів своєї ігрової кар'єри. Більшість часу, проведеного у складі «Алькоркона», був основним гравцем команди і 2010 року допоміг команді вперше у історії вийти до Сегунди, другого іспанського дивізіону.
4 липня 2015 року, у віці 35 років, Мора підписав контракт з клубом «Алавес» з Сегунди, де був основним гравцем і допоміг клубу за підсумками дебютного сезону посісти перше місце та вийти вперше за 10 років до Прімери.
Втім надалі контракт з гравцем не було продовжено і 13 липня 2016 року Мора приєднався до іншої команди другого дивізіону «УКАМ Мурсія», погодившись на річний контракт. У цій команді Серхіо стати основним гравцем не зумів, тому вже 22 грудня покинув команду і перейшов у «Хетафе». Посівши з командою друге місце, Мора допоміг команді повернутись до еліти. 20 серпня 2017 року після того як Мора вийшов на поле у виїзній грі Ла Ліги проти «Атлетіка Більбао» (0:0), він став першим гравцем в історії клубу, який грав за нього у всіх трьох найвищих дивізіонах країнах. Зігравши за клуб з Хетафе 26 матчів у вищому дивізіоні сезону 2017/18, Серхіо Мора завершив кар'єру.

## Кар'єра тренера
Розпочав тренерську кар'єру невдовзі по завершенні кар'єри гравця, 2019 року, увійшовши до тренерського штабу клубу Хосе Бордаласа в «Хетафе». 
У липні 2021 року Серхіо Мора розпочав свою кар'єру головного тренера, очоливши «Еркулес», з яким за підсумками дебютного сезону Сегунди Дивізіон КІФФ, четвертого дивізіону країни, посів 5 місце у своїй групі і вийшов до плей-оф за підвищення, але пройти його не зумів.

## Статистика виступів

### Статистика клубних виступів
| Сезон                 | Команда               | Чемпіонат             | Чемпіонат | Чемпіонат | Національний кубок | Національний кубок | Національний кубок | Континентальні кубки | Континентальні кубки | Континентальні кубки | Інше | Інше | Інше  | Усього | Усього | Усього |
| Сезон                 | Команда               | Ліга                  | Ігор      | Голів     | Ліга               | Ігор               | Голів              | Ліга                 | Ігор                 | Голів                | Ліга | Ігор | Голів | Ігор   | Голів  |        |
| --------------------- | --------------------- | --------------------- | --------- | --------- | ------------------ | ------------------ | ------------------ | -------------------- | -------------------- | -------------------- | ---- | ---- | ----- | ------ | ------ | ------ |
| 2000–01               | «Гандія»              | СБ (ІІІ)              | 20        | 3         | КІ                 | 3                  | 0                  |                      | -                    | -                    |      | -    | -     | 23     | 3      |        |
| 2001–02               | «Хетафе»              | СБ (ІІІ)              | 21        | 3         | КІ                 | 1                  | 0                  |                      | -                    | -                    | ПО2  | 5    | 2     | 27     | 5      |        |
| 2002–03               | «Райо Вальєкано»      | ПД                    | 21        | 0         | КІ                 | 0                  | 0                  |                      | -                    | -                    |      | -    | -     | 21     | 0      |        |
| 2003–04               | «Еркулес»             | СБ (ІІІ)              | 24        | 1         | КІ                 | 0                  | 0                  |                      | -                    | -                    |      | -    | -     | 24     | 1      |        |
| 2004–05               | «Еркулес»             | СБ (ІІІ)              | 16        | 0         | КІ                 | 0                  | 0                  |                      | -                    | -                    | ПО2  | 1    | 0     | 17     | 0      |        |
| 2005–06               | «Еркулес»             | СД (ІІ)               | 29        | 0         | КІ                 | 1                  | 0                  |                      | -                    | -                    |      | -    | -     | 30     | 0      |        |
| Усього за «Еркулес»   | Усього за «Еркулес»   | Усього за «Еркулес»   | 69        | 1         |                    | 1                  | 0                  |                      | -                    | -                    |      | 1    | 0     | 71     | 1      |        |
| 2006–07               | «Бенідорм»            | СБ (ІІІ)              | 30        | 1         | КІ                 | 2                  | 0                  |                      | -                    | -                    |      | -    | -     | 32     | 1      |        |
| 2007–08               | «Алькояно»            | СБ (ІІІ)              | 33        | 0         | КІ                 | 3                  | 0                  |                      | -                    | -                    |      | -    | -     | 36     | 0      |        |
| 2008–09               | «Алькояно»            | СБ (ІІІ)              | 32        | 7         | КІ                 | 0                  | 0                  |                      | -                    | -                    | ПО2  | 3    | 0     | 35     | 7      |        |
| Усього за «Алькояно»  | Усього за «Алькояно»  | Усього за «Алькояно»  | 65        | 7         |                    | 3                  | 0                  |                      | -                    | -                    |      | 3    | 0     | 71     | 7      |        |
| 2009–10               | «Алькоркон»           | СБ (ІІІ)              | 27        | 1         | КІ                 | 6                  | 1                  |                      | -                    | -                    | ПО2  | 5    | 2     | 38     | 4      |        |
| 2010–11               | «Алькоркон»           | СД (ІІ)               | 33        | 3         | КІ                 | 3                  | 0                  |                      | -                    | -                    |      | -    | -     | 36     | 3      |        |
| 2011–12               | «Алькоркон»           | СД (ІІ)               | 26        | 3         | КІ                 | 4                  | 0                  |                      | -                    | -                    | ПО1  | 4    | 0     | 34     | 3      |        |
| 2012–13               | «Алькоркон»           | СД (ІІ)               | 22        | 1         | КІ                 | 0                  | 0                  |                      | -                    | -                    | ПО1  | 2    | 1     | 24     | 2      |        |
| 2013–14               | «Алькоркон»           | СД (ІІ)               | 32        | 1         | КІ                 | 1                  | 0                  |                      | -                    | -                    |      | -    | -     | 33     | 1      |        |
| 2014–15               | «Алькоркон»           | СД (ІІ)               | 15        | 0         | КІ                 | 0                  | 0                  |                      | -                    | -                    |      | -    | -     | 15     | 0      |        |
| Усього за «Алькоркон» | Усього за «Алькоркон» | Усього за «Алькоркон» | 155       | 9         |                    | 14                 | 0                  |                      | -                    | -                    |      | 11   | 3     | 180    | 12     |        |
| 2015–16               | «Алавес»              | СД (ІІ)               | 39        | 3         | КІ                 | 2                  | 0                  |                      | -                    | -                    |      | -    | -     | 41     | 3      |        |
| 2016–17               | «УКАМ Мурсія»         | СД (ІІ)               | 8         | 0         | КІ                 | 1                  | 0                  |                      | -                    | -                    |      | -    | -     | 9      | 0      |        |
| 2016–17               | «Хетафе»              | СД (ІІ)               | 19        | 0         | КІ                 | 0                  | 0                  |                      | -                    | -                    | ПО1  | 2    | 0     | 21     | 0      |        |
| 2017–18               | «Хетафе»              | ПД                    | 26        | 0         | КІ                 | 2                  | 0                  |                      | -                    | -                    |      | -    | -     | 28     | 0      |        |
| Усього за «Хетафе»    | Усього за «Хетафе»    | Усього за «Хетафе»    | 66        | 3         |                    | 3                  | 0                  |                      | -                    | -                    |      | 7    | 2     | 65     | 7      |        |
| Усього за кар'єру     | Усього за кар'єру     | Усього за кар'єру     | 473       | 27        |                    | 29                 | 1                  |                      | -                    | -                    |      | 22   | 5     | 524    | 33     |        |